# Женская сборная Индии по хоккею на траве
Женская сборная Индии по хоккею на траве — женская сборная по хоккею на траве, представляющая Индию на международной арене. Управляющим органом сборной выступает Федерация хоккея на траве Индии (англ. Hockey India).
Сборная занимает (по состоянию на 16 июня 2014) 13-е место в рейтинге Международной федерации хоккея на траве (FIH).

## Награды (сводная таблица)
| Место | Страна              | Золото | Серебро | Бронза | Всего |
| ----- | ------------------- | ------ | ------- | ------ | ----- |
|       | Champions Challenge | –      | –       | 1      | 1     |
|       | Игры Содружества    | 1      | 1       | –      | 2     |
| 3     | Азиатские игры      | 1      | 1       | 3      | 5     |
|       | Чемпионат Азии      | 1      | 2       | 2      | 5     |
|       | Афро-Азиатские игры | 1      | –       | –      | 1     |

## Результаты выступлений
Летние Олимпийские игры
- 1980 — 4-е место
- 1984—2012 — не участвовали в финальных турнирах
- 2016 — 12-е место
- 2020 — 4-е место

Чемпионат мира по хоккею на траве
- 1974 — 4-е место
- 1976 — не квалифицированы
- 1978 — 7-е место
- 1981 — не квалифицированы
- 1983 — 11-е место
- 1986—1994 — не квалифицированы
- 1998 — 12-е место
- 2002 — не квалифицированы
- 2006 — 11-е место
- 2010 — 9-е место
- 2014 — не квалифицированы
- 2018 — 8-е место
- 2022 — 9-е место

Мировая лига
- 2012/13 — 14-е место
- 2014/15 — 10-е место
- 2016/17 — 16-е место

Азиатские игры
- 1982 —
- 1986 —
- 1990 — 4-е место
- 1994 — 4-е место
- 1998 —
- 2002 — 4-е место
- 2006 —
- 2010 — 4-е место
- 2014 —
- 2018 —

Чемпионат Азии
- 1985 — не участвовали
- 1989 — 4-е место
- 1993 —
- 1999 —
- 2004 —
- 2007 — 4-е место
- 2009 —
- 2013 —
- 2017 —
- 2022 —

Игры Содружества
- 1998 — 4-е место
- 2002 —
- 2006 —
- 2010 — 5-е место
- 2014 — 5-е место
- 2018 — 4-е место
- 2022 —

Champions Challenge
- 2002 —
- 2003—2009 — не участвовали
- 2011 — 7-е место
- 2012 — 7-е место
- 2014 — 8-е место

Афро-Азиатские игры
- 2003 —